# George von Lengerke Meyer

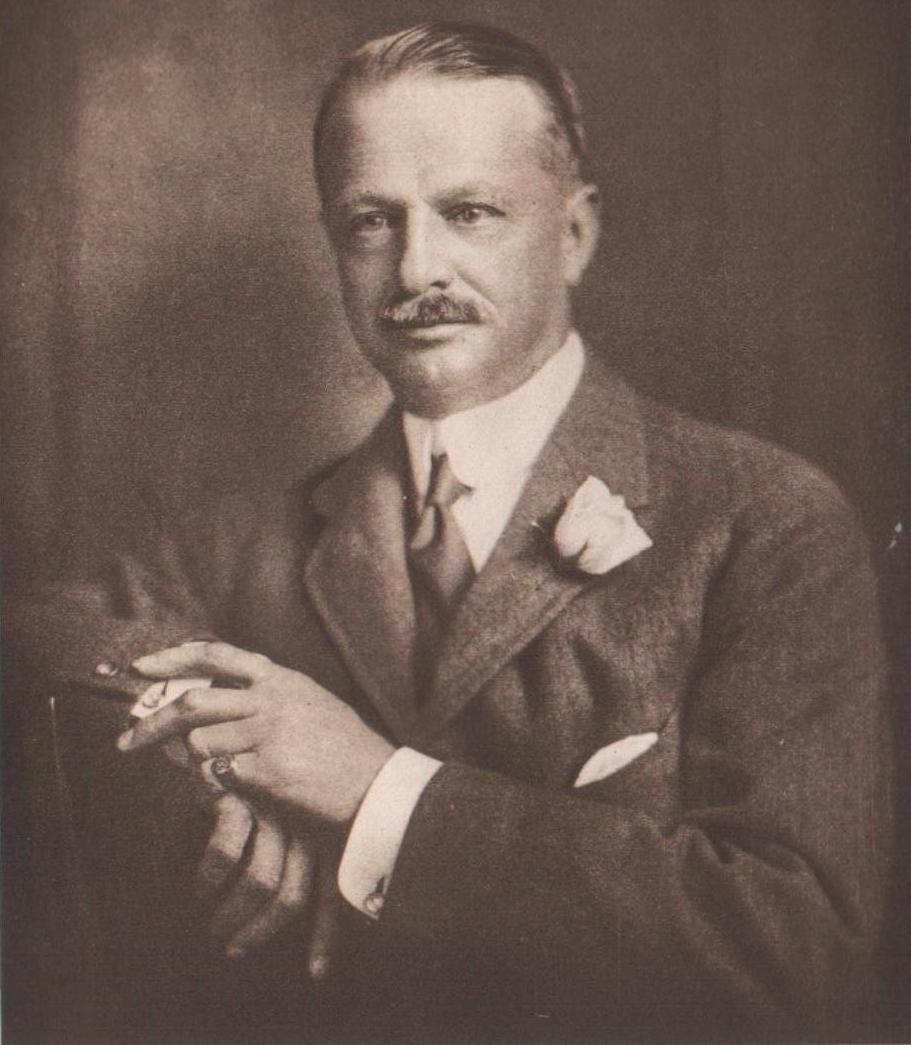
George von Lengerke Meyer

George von Lengerke Meyer (* 24. Juni 1858 in Boston, Massachusetts; † 9. März 1918 ebenda) war ein US-amerikanischer Politiker (Republikanische Partei), der unter zwei Präsidenten dem US-Kabinett angehörte.
Nachdem Meyer 1879 in Harvard graduiert hatte, schlug er eine Laufbahn als Geschäftsmann ein. Er war Direktor und Mehrheitsaktionär verschiedener Banken, Versicherungen und Eisenbahngesellschaften, noch bevor er seinen 30. Geburtstag gefeiert hatte. Als Politiker wurde er einer der wenigen erfolgreichen Republikaner im demokratisch dominierten Boston. Er gehörte zunächst dem Stadtrat an, später von 1892 bis 1896 dann dem Repräsentantenhaus von Massachusetts. Zwei Jahre lang war er dort der Speaker des Hauses; in dieser Funktion folgte er auf William Emerson Barrett.
Im Jahr 1900 trug US-Präsident William McKinley ihm den Posten des Botschafters in Italien an, den er bis 1905 als Nachfolger von William F. Draper ausfüllte; anschließend war er bis 1907 Botschafter in Russland, wobei er hier Robert Sanderson McCormick ablöste. Er kehrte in die USA zurück, um Postminister im Kabinett von Theodore Roosevelt zu werden. In seiner bis 1909 währenden Amtszeit wurden erstmals Briefmarkenautomaten sowie in deren Folge Briefmarkenrollen eingeführt.
Nachdem Roosevelt von William Howard Taft abgelöst worden war, berief dieser Meyer zum Marineminister. Dieses Amt behielt er bis zu Tafts Abwahl im Jahr 1913. Während dieser Zeit nahm die Navy ihre ersten Tests mit Marinefliegern vor. Eugene Burton Ely startete 1910 erstmals mit einem Flugzeug auf einem Kriegsschiff; im Jahr darauf folgte die erste Landung auf einem solchen, womit die Entwicklung der Flugzeugträger eingeleitet wurde.
Nach Tafts Ausscheiden aus dem Amt zog sich auch George von Lengerke Meyer aus der Politik zurück. Er starb 1918 in seiner Heimatstadt. Die Navy ehrte ihn, indem sie einen Zerstörer als USS Meyer benannte.